# اچ‌ام‌اس اچ۴۲
اچ‌ام‌اس اچ۴۲ (به انگلیسی: HMS H42) یک زیردریایی بود که طول آن ۱۷۱ فوت ۰ اینچ (۵۲٫۱۲ متر) بود. این زیردریایی در سال ۱۹۱۸ ساخته شد.